# کریستین دین
کریستین دین (انگلیسی: Christian Dean؛ زادهٔ ۱۴ مارس ۱۹۹۳) بازیکن فوتبال اهل ایالات متحده آمریکا است.
از باشگاه‌هایی که در آن بازی کرده‌است می‌توان به باشگاه فوتبال شیکاگو فایر و باشگاه فوتبال ونکوور وایتکپس اشاره کرد.
وی همچنین در تیم ملی فوتبال United States U23 بازی کرده‌است.